# 鳥居龍蔵
鳥居 龍蔵（とりい りゅうぞう、
新字体: 鳥居竜蔵、旧字体：鳥居龍藏）、1870年5月4日（明治3年4月4日） - 1953年（昭和28年）1月14日）は、日本の人類学者、民族学者、考古学者。

## 人物
1870年（明治3年）、徳島の新町橋近く（現在の徳島県徳島市東船場町）にある煙草問屋に生まれる。
実家は裕福で、周囲から「旦那衆」と呼ばれていた。
1876年（明治9年）、観善小学校（現・徳島市新町小学校）に入学したが、学校になじめず家に逃げ帰ることも多かった。鳥居は自身の教育観として、学校は単に立身出世の場であり、裕福な家庭に生まれた自分に学校は必要ない。むしろ家庭で自習する方が勝っていたと語っている。しかし、学校の教科書にあった世界の人類の人種に関する記述が印象に残り、のちにアジア各地を調査する原点になった。なお、晩年の自伝「ある老学徒の手記」には「尋常小学校を中途で退学」と記されていたため、多くの資料でも同様の記載がなされていたが、のちに徳島県立鳥居龍蔵記念博物館の所蔵資料から新町小学校尋常小学下等科の卒業証書が発見されており記憶に錯誤があったものとみられている。また、上智大学文学部長だった1931年の日付が入った鳥居の履歴書も発見されており「尋常小学は寺町（現新町）小学校ニテ学修、高等は中途ニテ退学」と記載押印されている。
中学校の教師の教えを受けながら、独学で歴史や文学、英語、ドイツ語、数学などを学ぶ。
1886年（明治19年）、鳥居は人類学会が設立されたことを知り入会し、『人類学雑誌』の購読者となったことが縁で東京帝国大学の人類学教室と関係を持つようになった。そこで坪井正五郎と知り合い、1888年（明治21年）には坪井が龍蔵の家を訪問しており、坪井が徳島に来訪して寺で講演会を開いたのをきっかけに地元で研究グループを作った。
鳥居は東京に来て学ぶよう誘われており、1890年（明治23年）に上京したが坪井はヨーロッパ留学に出た後だったため徳島出身の先輩を頼って東京国立博物館などで学んだ。1892年（明治25年）に坪井が東京に帰ると人類学教室に通うようになり同年には家族での東京移住を決意。東京遊学を言い出した鳥居に両親はしぶしぶ賛成するが、結局煙草屋は廃業し、両親とともに上京して貧乏生活を送ることとなった。
1893年（明治26年）、東京帝国大学人類学研究室で標本整理の仕事に就き、正式に研究室のメンバーとなり、坪井の指導を受けながら貝塚や古墳の調査を行った。

## フィールドワーク

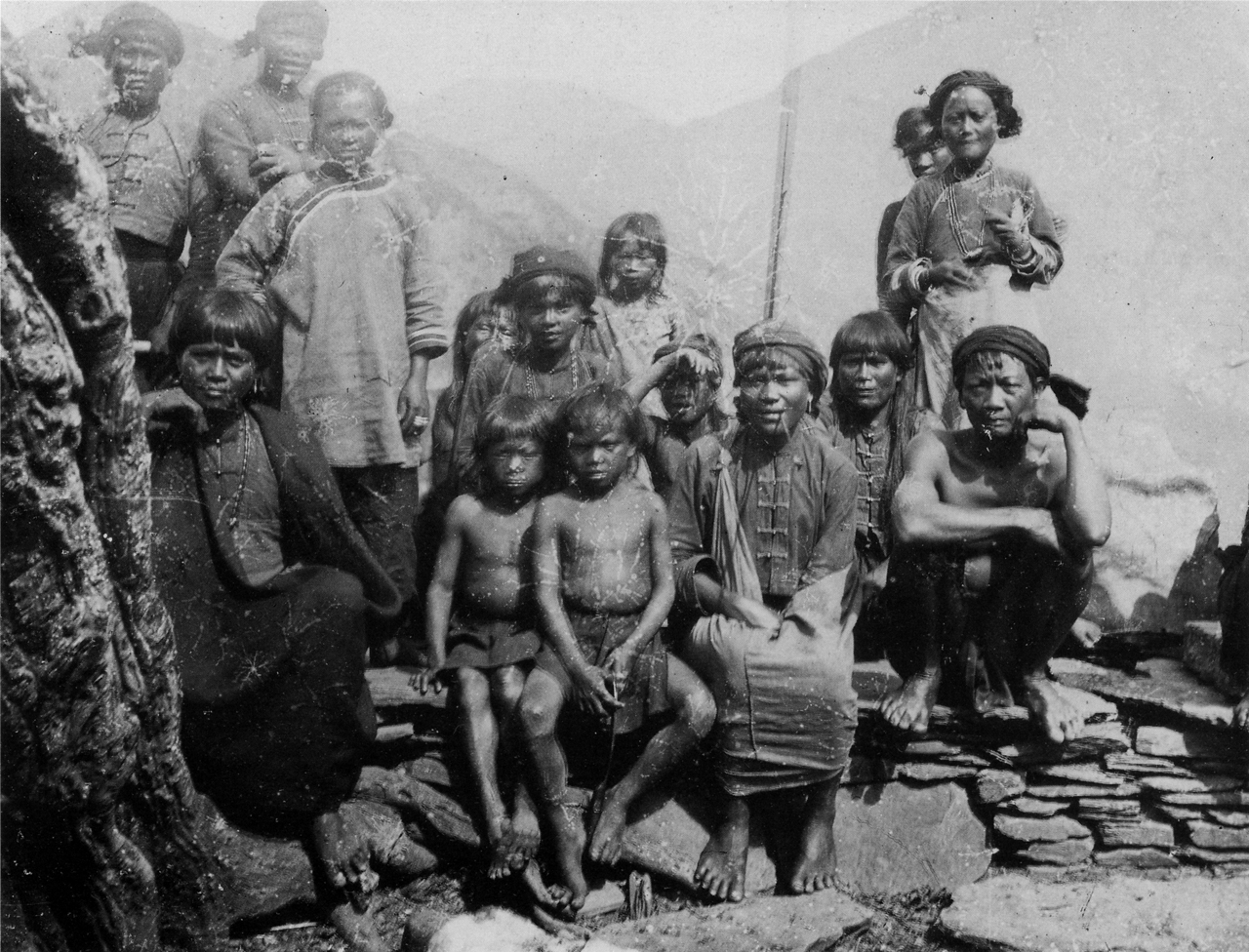
鳥居が撮影した1900年のパイワン族

十代から、鳥居は徳島をはじめ、四国各地、後、東京帝大在職中も、日本各地のフィールドワークを行い、その度に展示会・講演会を開催、人類学・考古学の普及に努めた。
鳥居が「アジア大陸を歩かれた旅程は恐らく幾万キロを突破したであろう」といわれる。「現在のような飛行機の便はなく、船・車・馬を利用し、又徒歩であった。しかも丹念に学問的観察をなし、その成果を発表した」「彼の足跡は当時、台湾・朝鮮・シベリア・蒙古・満州・シナ西南部・樺太等の各地に及んだ」。

### 東アジアの調査
鳥居は25歳から67歳に至るまで、幾度となく東アジアを中心に調査を行った。それは鳥居の学んだ人類学の手法、特に師と仰いだ坪井正五郎の観察を中心とした手法を採用したためであった。以下にその様子を年を追って記す。
1895年（明治28年）、東京人類学会から遼東半島に派遣され、これが初の海外調査であり、日本の人類学者による初のアジア大陸調査だった。鳥居が遼東半島へ調査に行くチャンスを得たのは、まったくの偶然だった。東京理科大学の地質学の教員・神保小虎がアイヌの知人を助手として遼東半島へ地質学調査に赴く予定だったが、事情によりその知人が同地に行けなくなった。そのため、代理として鳥居が遼東半島に行くこととなったのである。この遼東半島での調査で、鳥居は析木城付近にドルメンを発見した。この発見は、まさに鳥居が海外調査を精力的に行うにいたる契機となった。
1896年（明治29年）、東京帝国大学は日清戦争によって日本が得た新たな植民地・台湾の調査を依頼された。その際、人類学調査担当として派遣されたのが鳥居であった。鳥居は台湾での調査の際、はじめて写真撮影の手法を導入した。また、特に台湾東部の孤島・蘭嶼に住む原住民族・タオ族について念入りな観察を行っている。身体形態の測定、これは、世界の人類学とは、理系の地質学・医学などを基礎とする「形態人類学」であり、地層分析から人骨測量など客観的データをもって、研究を進める学問的方法であり、そのため、フィールド・ワークにより、発掘した「証拠物」を理学的に検証し、初めて仮説を立てる、という非常に実証的研究方式で、そのため鳥居は常に現場に身を置いていた。もちろん表面的「観察」も重要視するが、実証できないことにつき、鳥居は根拠にしない。明治の人類学は、理系に基づく欧米流人類学であり、人類学者は自然科学者である（鳥居龍蔵『日本の人類学』他）。生活に関する詳細な記録も残しており、その観察眼は大変細やかであったとされる。
しかし、一方でタオ族の文化的特徴である漁業のタブーなどを、鳥居は一切報告しておらず、観察できない宗教的現象などを調査することは苦手であった。写真撮影の手法の導入やスケッチ・大量の文章などを残すことになった素地には「観察重視」の態度があったと考えられている。
1896年の台湾調査の帰途には沖縄にも立ち寄って調査を行っている。
1899年（明治32年）、台湾調査の合間に、坪井正五郎の命を受けて千島列島北部とカムチャツカ半島へのフィールドワークに向かう。この北千島への調査によって、千島アイヌが最近まで土器や石器を使用し、竪穴建物に住んでいたことを発見し、鳥居はコロポックル論争にひとつの決着をつけることになる。アイヌ民話に登場する小人・コロポックルは伝説であり、それはアイヌ民族を起源としたものにほかならないということを調査によって実証したのである。これは結果的に師である坪井正五郎の説を覆すことになる。なお、坪井は自説を実証させるために弟子を派遣したが、裏切られるような結論になったことについても受け入れたとされる。この北千島の調査結果は、1901年（明治34年）東京地学会の例会で発表され、1903年（明治36年）に『千島アイヌ』と題して刊行された。本書はフランス語で発表されたもので、欧米のアイヌ研究者の必修本と位置づけられている（『鳥居龍蔵研究』第1号）。
1901年（明治34年）に結婚。
1902年（明治35年）、鳥居は台湾への調査の成果をいかし、中国西南地域へと向かう。台湾の「蕃族（鳥居による表現。中国古典における表現のままである）」（『中国古典』多数あり）と中国西南のミャオ族が人類学上密接な関係をもっているのではないかとの学術的要請のためである。これは鳥居にとって初の自らの学術的要請による調査であった。1902年7月から1903年3月にかけて、9か月にわたって主として貴州省のミャオ族と雲南省のイ族の調査を行い、西南中国と台湾と日本の共通性を探る試みを行った。しかし、「ある人々に妨止せられて」中国西南部へは二度目の調査を行うことはなかった。
東京帝国大学の助手となっていた鳥居は上田萬年の講義を聴講するうちに言語学を学ぶ伊波普猷と出会い親交を深めた。1904年（明治37年）には帰省する伊波に同行する形で伊波の実家に数日滞在し、沖縄で調査を行っている。この調査では蝋管蓄音機を使用しており八重山民謡などを収録した（ただし現存しない）。
1906年（明治39年）に妻のきみ子が内モンゴルのカラチン王府から教師に招かれると、自身もその後にカラチンで教師となり、1908年（明治41年）まで夫妻で調査を行った。
1911年（明治44年）からは朝鮮半島の調査に入り（前年に予備調査を実施）、1916年（大正5年）まで計6回の調査を行った。韓国併合後、朝鮮総督府は教科書編纂のために資料収集の必要に迫られた。そこで、「体質人類学・民俗学・考古学それぞれの方面にわたる調査」を鳥居に依嘱したのである。鳥居は人類学のみならず石器・古墳も積極的に調査した。その際には考古学者関野貞との説の違いも生じ、対立を生んでいる。後に軍国傾向が強まる情勢の中、学問的真実にこだわる鳥居が、徐々にはずされて行った経緯がある（『鳥居龍蔵研究』第1号）。
1916年（大正5年）論文「古代の日本民族」で、アイヌ人を除く古代の日本人として、固有日本人、インドネジアン、インドシナ民族を挙げている。固有日本人とは現代日本人の直接の祖先であり、弥生文化の直接の担い手である。この人々は、石器使用の段階に東北アジアから日本列島に住み着き、金属器使用時代になって再び北方の同族が渡来してきたと考えた。日本人混血民族説（『鳥居龍蔵研究』第１号）を掲げた。
1919年（大正8年）、鳥居は調査の目をシベリアへ向け、アムール川流域を中心に詳細な先住民族調査を行っている。
1920年（大正9年）、鳥居の調査により、長野県の霧ケ峰山塊北西部（諏訪郡下諏訪町）に位置する星ヶ塔黒曜石原産地遺跡が、黒曜石原産地遺跡であることが明らかとなる。
1921年（大正10年）に「満蒙の有史以前」の論文で文学博士となる。フランス学士院からパルム・アカデミー勲章を贈られたが、勲章と勲記の届け先だった東京帝国大学理学部事務室が紛失し、本人の手に渡らなかった。大学当局は真相究明をせず責任も取らなかった。

### 日本国内の活動
日本国内では1901年（明治34年）に徳島県木頭村の調査を行っている。また、住まいのあった武蔵野の歴史研究団体「武蔵野会」の発足や運営に関わったほか、長野県や宮崎県の歴史研究も行っている。故郷の徳島では『川内村史』（現在の徳島市川内町）を監修した。長野県では1903年（明治36年）、坪井正五郎と交流を深めていた相原勇治郎（神郷尋常高等小学校校長）が実施した考古学講演会で講師を務め、玉置茂雄と共に同窓会報へ一文を発表した。

### 独立後
1924年（大正13年）、大学を辞して自宅に鳥居人類学研究所を設立した。大学辞職のきっかけは、弟子・松村瞭の博士論文の審査をめぐる大学当局との対立にあった。鳥居は松村の論文の内容に問題ありとして再調査すべきとしたが、大学当局は専門外の学者を論文審査の主査とし、人類学の主任を務めていた鳥居を副査にし、圧力をかけて元の論文のまま通過させた。
1928年(昭和3年）、多忙な調査の合間、鳥居は当時ドイツ系専門学校だった上智大学につき、自ら文部省にかけあい、大学に昇格させた。実質創立者の一人と言えよう（『鳥居龍蔵研究』第1号）。
1930年（昭和5年）には遼の慶陵で大規模調査を行った。
1931年（昭和6年）、鳥居は第6回目の満洲調査に出かける。1931年（昭和6年）9月、満洲事変が勃発、満洲は政情不安定な状態になっていた。そんな中でも鳥居は城郭・墳墓類を綿密に調査している。
1937年（昭和12年）、外務省の文化使節として南米へ派遣。67歳と高齢にもかかわらず鳥居は精力的な調査を進め、インカ帝国の興亡についても積極的に発言している。鳥居は人類学教室の助手だった時代から南米に触れる機会が多かったにもかかわらず、「日本に関係がない」との先輩の発言などもあり、調査を怠っていたと理解していたようである。
1939年（昭和14年）に鳥居はアメリカ・ハーバード燕京研究所の招聘を受け、その研究者として、「客座教授」（中文）名義で、中国北京にあるハーバード大学の姉妹校である、燕京大学に赴任（『鳥居龍蔵の生涯』鳥居記念館・徳島）。このあとも引き続き、山東省でのフィールドワークを続けていた。
1941年（昭和16年）に太平洋戦争がはじまるとアメリカ系のハーバード燕京研究所の施設は閉じられ困窮したが、子どもたちに支えられて北京に留まった。
1945年（昭和20年）、ハーバード燕京研究所が再開されると再び迎えられ、燕京大学で教鞭をとった。
1951年（昭和26年）に遼の文化の研究を完成させるため日本に帰国。しかし、帰国後の生活は困窮を極め、見かねた吉田茂が建設大臣公邸を提供している。
1953年（昭和28年）1月14日、東京で死去。帰国後に筆を執っていた自叙伝「ある老学徒の手記」が1953年に刊行された。

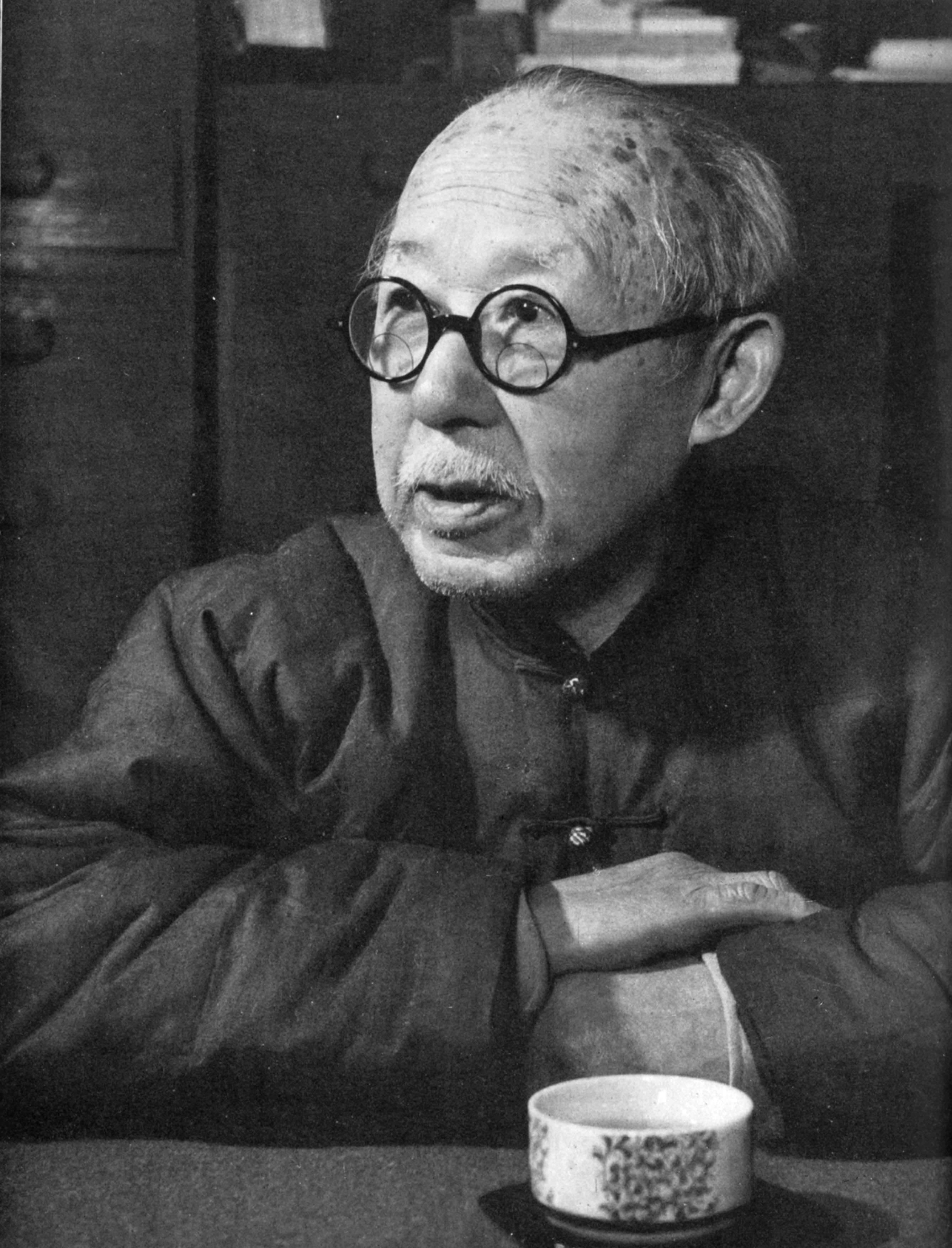
田村茂撮影 『現代日本の百人』 文芸春秋新社1953年

## 評価
「鳥居龍蔵の学問上の業績は偉大である。人類学は元より考古学・民族学等多くの隣接の学問の分野において、多彩な活動をなした」その業績のひとつはその雄大なフィールド・ワークによって「未開拓の大陸の考古学や人類学・民族学の方面に、自ら足を踏み入れ、自らその閉ざされていた扉を開いたことであろう」。
鳥居龍蔵は、「考古学を全国的に普及し、この学問を啓蒙させたが、ここに彼のひとつの業績をみとめてよい。人類学者鳥居龍蔵の名声には噴噴たるものがあった。そして、地方の調査や講演にもしばしば招待された。彼はそのつど平明に、かつ雄大に学問をとき、聴衆を魅了させ学問を普及させた。」
鳥居は最新の技術を積極的に取り入れた研究者でもあった。1896年（明治29年）の台湾調査で初めて写真機を使用している。1904年（明治37年）の沖縄調査では鑞管蓄音機を導入して八重山民謡などを録音している。
鳥居は在野の研究者であり、「民」の立場を貫いた学者であった。学歴はなく、そのためか「官学」である東京帝国大学との対立は根深いものであった、フランス学士院のバルム賞を得たが、東京帝大事務局内で「失踪」し、とうとう鳥居の手には入れなかった。1924年（大正13年）、突如東京帝国大学の助教授の職を辞した。
一方で、日本による植民地政策に加担していたとの評価もあるが、日清戦争によって割譲されたすぐ後に東京帝大が行った遼東半島と台湾の学問調査では、鳥居が東京人類学会より派遣された。以後も、1899年（明治32年）「北海道旧土人保護法」策定後の千島調査、1910年（明治43年）に韓国併合後の朝鮮半島調査、1919年（大正8年）シベリア出兵にあわせたシベリア調査、満洲国建設にあわせた満洲調査など、鳥居の調査はまさに日本の拡大政策に沿ったかのように見えるが、政治･軍事と全くかかわりのない純学問調査だった。
シベリア出兵の際、鳥居は「シベリア出兵の目的如何ということはともかく、余はこれによっても日本の勢力がここまで及んで来て居るということを感じて、シベリア出兵があながち無意味ではないことを考えたのである。これを利用するの如何ということは、日本人の任務であって」とのべている。また、「日鮮同祖論」をとなえ、「日鮮人の場合は、同一民族であるから、互いに合併統一せらるるのは正しきこと」とのべた。
ただし、鳥居は日本の植民地政策に積極的に加担したわけではなく、もっぱら調査をもとめたその結果が日本の拡大政策と一致したという評価である。その一端は「私たちが蒙古に来たのは軍国主義の使命を果たすためでなくて、蒙古人に親しみ文化的に彼らを教育すると共に、私の専門とする人類学・考古学をこれから研究せんがためであった」などの表現にあらわれている。
このアンビバレントな状態を「植民地統治に無縁でもなく、かといってそのイデオローグでもなかった微妙なグレーゾーン上に鳥居は立っていた」と評するむきもある。
鳥居は日本における人類学の草分け的存在で、彼ほど東アジアをくまなく駆け巡った学者はいない。鳥居の研究テーマの根幹にあったのは「日本人のルーツ」であり、その研究は人類学のみならず、民族学や考古学にまで広がり、対象も非常に広範であった。そのため、鳥居は後に「総合人類学者」とも呼ばれている。
東アジアの各地で観察学的にはこれほど綿密な調査がほかになかったため、鳥居の研究報告と写真は現在でも第一級の資料となっている。一方、ミャオ族の調査報告書以降は民族誌的表現から紀行文的な表現へとおおきく舵を切ったことと、短時間でおおくの場所をまわるというその手法のために、風俗習慣の奥にある価値観をさぐるという行為にいたっておらず、「深みがない」との評価もうけたが、鳥居は、欧米の学者は、まず旅行記を書き、後で論文、これをよい方法と思い、だからまねた、と述べている。
さらに、関野貞との見解の違い（朝鮮研究で、大同江畔の古墳を、「関野貞が、はじめ高句麗のものとなしたに対し、漢代楽浪郡治のものとなした」。漢代楽浪古墳と朝鮮のこの古墳を結びつき、当時の史学者たちより正確に、漢人の朝鮮移住事実を指摘。これは、鳥居の朝鮮研究と中国研究における大きな業績でもある。））もあり、東京帝大を辞職し、単独で研究をすることになった鳥居は、考古学分野においても、実績相応な積極的評価をうけたとは言い難い。また、このような立場からその成果を、「幼少期の一途なマニアが、老いても無邪気なままのマニアであった」と、「マニア」で片付けられた「実績評価」もあった。
一方、人類学民族学の本家国立民族学博物館の評価では「鳥居瀧蔵は、日本で人類学を学問として定着させた東京人類学会の発足、東京帝国大学の人類学教室の創設などで重要な役割を果たした坪井正五郎の下で人類学を学び、日本で最初に人類学の現地調査を海外でおこなった研究者である。鳥居は、中国東北部、台湾、千島、中国西南部、蒙古、朝鮮半島、ロシアのシベリア、さらに中南米と幅広く現地調査をおこない、現在でも評価の高い人類学者である」と評価している。
考古学者・東洋学者の斎藤忠は、鳥居の生涯及び業績について以下のように評価している。
鳥居の収集した資料の多くは現在、徳島県立鳥居龍蔵記念博物館その他に収蔵されている。

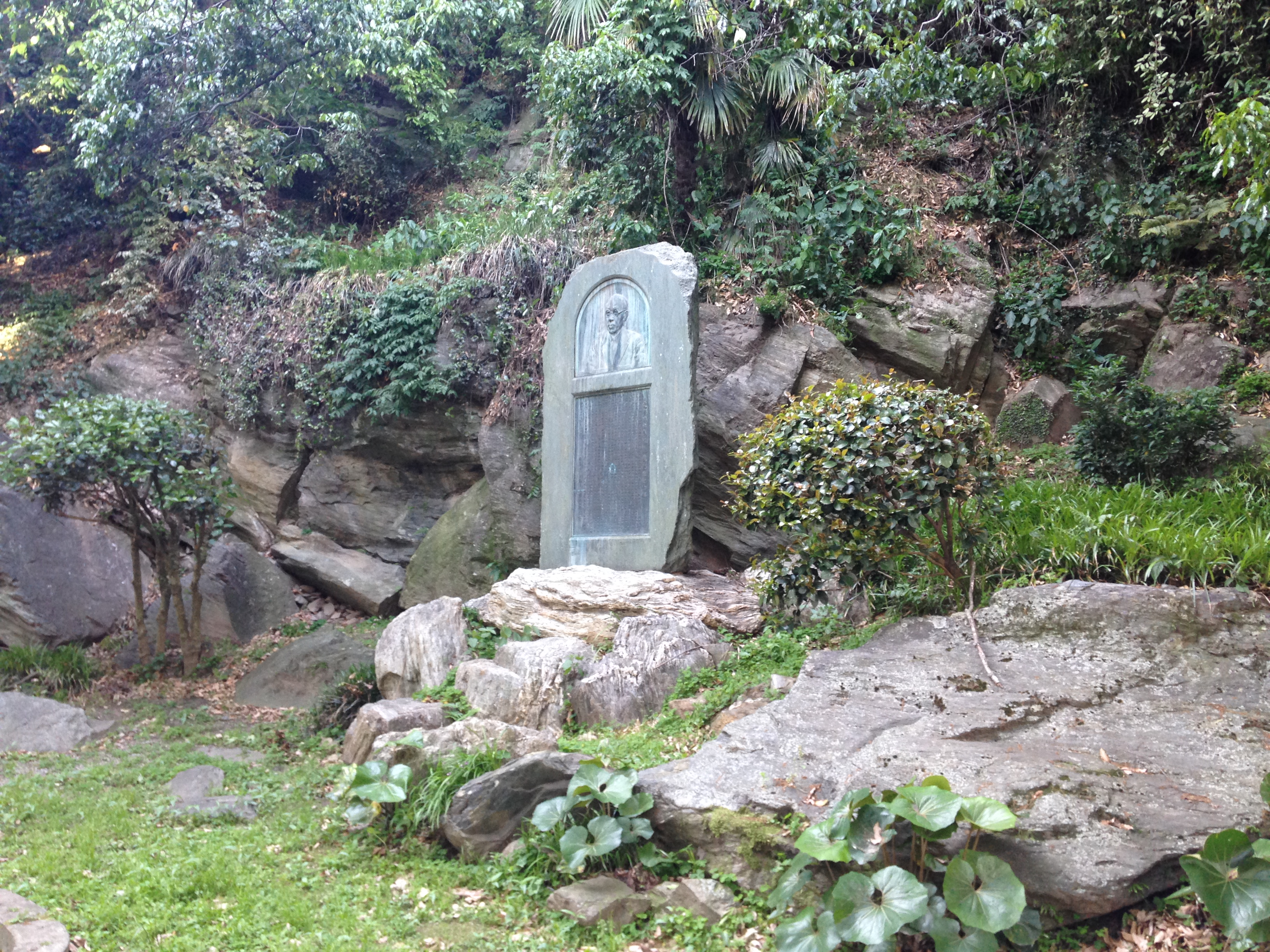
徳島中央公園・城山の麓にある鳥居龍蔵記念碑
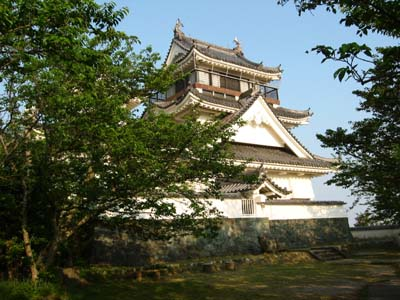
徳島県鳴門市の岡崎城址に建つ徳島県立鳥居記念博物館

## 年譜
- 1870年（明治3年） - 現在の徳島市に生まれる。
- 1886年（明治19年） - 結成されたばかりの東京人類学会に入会する。
- 1890年（明治23年） - 東京人類学会の坪井正五郎を頼って単身上京する。坪井は英仏留学中であったため、同郷であった小杉榲邨の世話となる。
- 1892年（明治25年） - 一家で東京に移住。
- 1893年（明治26年） - 東京帝国大学人類学教室の標本整理係の職に就く。
- 1895年（明治28年） - 東京人類学会より派遣され、初の海外調査（遼東半島）。
- 1896年（明治29年） - 台湾の先住民の調査。初めて写真機を持っていく。以後、1900年まで断続的に4回調査を行う。
- 1898年（明治31年） - 東京帝国大学の助手となる。
- 1900年（明治33年） - 台湾調査の傍ら、新高山（現・玉山）の登頂に成功。異説はあるものの、記録上これが玉山初登頂となっている。
- 1901年（明治34年） - 坪井正五郎と、小杉榲邨との媒酌できみ子（戸籍上はキミ）と結婚。
- 1905年（明治38年） - 東京帝国大学理科大学講師に任命。
- 1906年（明治39年） - きみ子が蒙古カラチン王府女学堂の教師に招かれる[29]。同年、龍蔵も同男子学堂教授となる。
- 1918年（大正7年） - 武蔵野会（現・武蔵野文化協会）を創設し、機関誌『武蔵野』を創刊する。
- 1920年（大正9年） - パリ学士院からパルム・アカデミー受賞。
- 1921年（大正10年） - 「満蒙の有史以前」の研究で文学博士の学位を取得。
- 1922年（大正11年） - 東京帝国大学助教授となる。
- 1923年（大正12年） - 國學院大學教授就任。
- 1924年（大正13年） - 東京帝国大学を辞職し、鳥居人類学研究所を設立する。
- 1928年（昭和3年） - 上智大学の設立に尽力。文学部長・教授となる。
- 1933年（昭和8年） - 國學院大學を辞職。
- 1939年（昭和14年） - ハーバード燕京研究所の招聘で、研究現場の北京に赴任（「客座教授」名義）（『鳥居龍蔵の生涯』、徳島鳥居記念館）。
- 1941年（昭和16年） - 太平洋戦争勃発。日米開戦で、ハーバード燕京研究所は閉鎖。（『鳥居龍蔵の生涯）』徳島鳥居記念館）北京において、不自由な状態におかれる。
- 1945年（昭和20年） - 日本敗戦により、大学再開。再び客座教授となる。
- 1951年（昭和26年） - ハーバード燕京研究所を退職し、帰国する。
- 1953年（昭和28年） - 東京で死去。82歳。
- 1959年（昭和34年） - きみ子死去。龍蔵と共に徳島県立鳥居記念博物館の、ドルメン型墓碑に葬られている。
- 1965年（昭和40年） - 龍蔵ときみ子の2人揃って、鳴門市名誉市民に顕彰される[30]。

## 主な著書
- 『千島アイヌ』吉川弘文館、1903年
- 『人種学』大日本図書、1904年
- 『苗族調査報告』1907年
- 『蒙古旅行』博文館、1911年
- 『蒙古及満洲』冨山房、1915年
- 『有史以前乃日本』　磯部甲陽堂、1918年
- 『諏訪史』 信濃教育会諏訪部会、1924年
- 『武蔵野及其周囲』　磯部甲陽堂、1924年
- 『人類学及人種学上より見たる北東亜細亜 西伯利, 北満, 樺太』岡書院、1924年
- 『日本周囲民族の原始宗教 神話宗教の人種学的研究』岡書院、1924年
- 『武蔵野及其有史以前』　磯部甲陽堂、1925年
- 『人類学上より見たる我が上代の文化 第1』　叢文閣、1925年
- 『有史以前の跡を尋ねて』雄山閣、1925年
- 『先史及原史時代の上伊那』 信濃教育会上伊那部会、1926年
- 『人類学上より見たる西南支那』　冨山房、1926年
- 『極東民族 第1巻』　文化生活研究会、1926年
- 『上代の東京と其周囲』　磯部甲陽堂、1927年
- 『満蒙の調査』万里閣書房、1928年
- 『満蒙を再び探る』　鳥居きみ子共著、六文館、1932年
- 『満蒙其他の思ひ出』　岡倉書房、1936年
- 『遼の文化を探る』　章華社、1937年
- 『黒竜江と北樺太』　生活文化研究会、1943年
- 『ある老学徒の手記』　朝日新聞社、1953年
- 『日本考古学選集6・7　鳥居龍蔵集』 築地書館、1974年（斎藤忠編）
- 『鳥居龍蔵全集 全12巻』 朝日新聞社、1975-77年
- 『中国の少数民族地帯をゆく』 朝日選書、1980年
- 『ある老学徒の手記』岩波文庫、2013年（解説田中克彦）